# Dejima
Dejima (jap. 出島  lub Deshima; dosł. wystająca wyspa; niderl. Desjima) – sztuczna wyspa w zatoce Nagasaki, która była holenderską faktorią w latach 1641–1857 w okresie samoizolacji Japonii (sakoku) w okresie Edo (1603–1867).

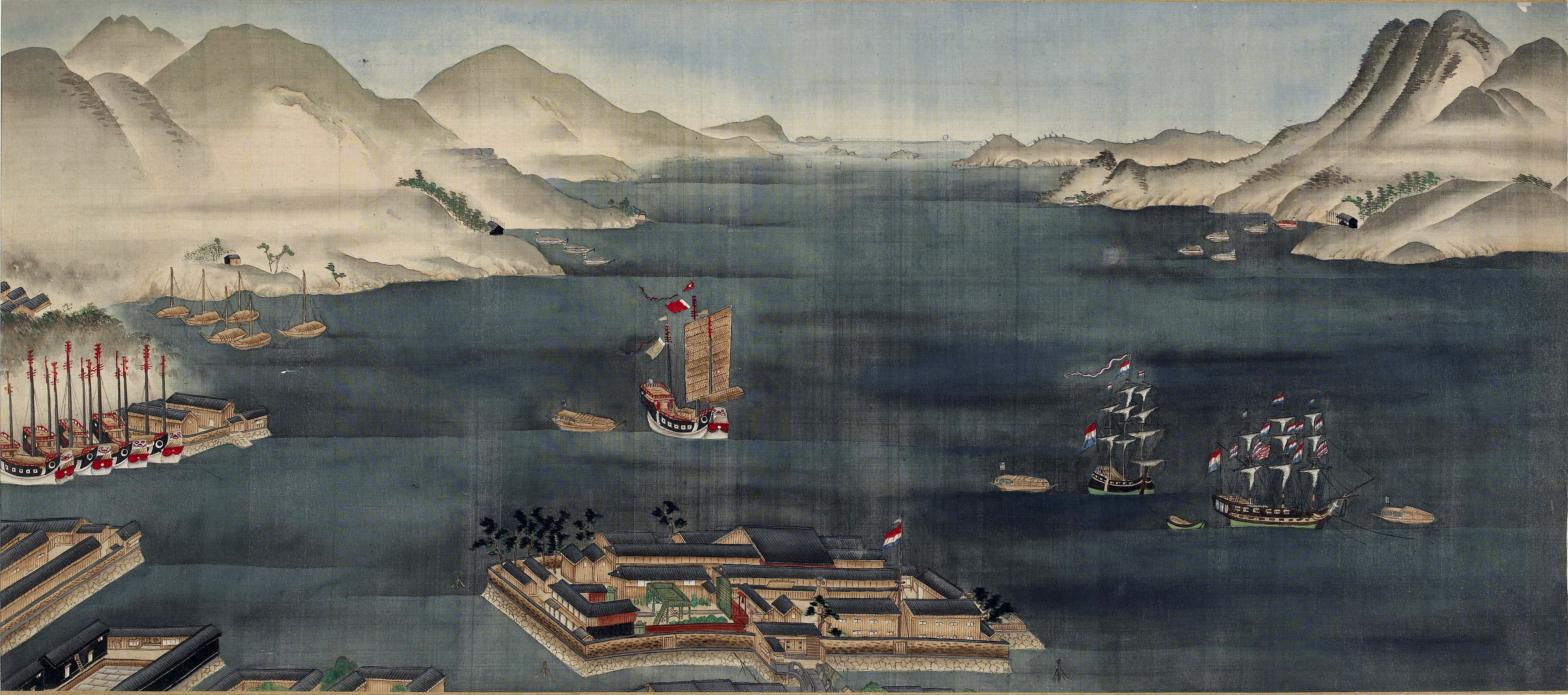
Zatoka Nagasaki i Dejima około 1820 roku

Dejimę wybudowano w 1634 z polecenia sioguna Iemitsu Tokugawy. Początkowo była przeznaczona dla portugalskich kupców. Po wydaniu przez Iemitsu edyktu o zamknięciu kraju w 1635 oraz po powstaniu na półwyspie Shimabara, na przełomie 1637 i 1638, w którym wzięło udział wielu japońskich katolików i które zostało stłumione z pomocą Holendrów, z Japonii zostali wydaleni wszyscy Portugalczycy i inni cudzoziemcy z wyjątkiem przedstawicieli Holenderskiej Kompanii Wschodnioindyjskiej.

## Historia
Pierwszy statek holenderski o nazwie „De Liefde” (ang: „Charity”), pod dowództwem kapitana Jacoba Quaeckernaecka, przybył do Japonii 19 kwietnia 1600 r., po bardzo trudnej, pełnej gwałtownych sztormów podróży i utracie niemal trzech czwartych załogi. Na pokładzie znajdowali się pilot-nawigator William Adams oraz kupiec Jan Joosten. Siogun Ieyasu Tokugawa pomógł im dojść do zdrowia, a Adamsa i Joostena uczynił swoimi doradcami, gdyż znali się na sprawach międzynarodowych, nawigacji i budowie okrętów. Wiosną 1605 r. kapitan Quaeckernaeck otrzymał zgodę na opuszczenie Japonii. Wiózł ze sobą pozwolenie sioguna na prowadzenie przez Holandię handlu z Japonią.
Kiedy siogunat podjął decyzję o zamknięciu kraju w 1636, jedynie Chińczycy i Holendrzy otrzymali zgodę na kontynuowanie handlu z Japonią. Holendrzy podlegali jednak znacznym restrykcjom i zostali zmuszeni do przeniesienia w 1641 swojej faktorii z wyspy Hirado (przebywali tam od 1609 r.) na małą, sztuczną wysepkę Dejimę usypaną przez Portugalczyków w zatoce Nagasaki. Miała ona kształt rozłożonego wachlarza o wymiarach ok. 120 na 75 metrów, była otoczona murem i połączona z lądem kamiennym mostem. Po obu stronach była strzeżona. Część nabrzeża wysepki od strony zatoki była umocniona skałami granitowymi i bazaltowymi.
Na Dejimie zamieszkiwało przeważnie około dwudziestu Holendrów. Byli to pracownicy Zjednoczonej Kompanii Wschodnioindyjskiej (Vereenigde Oostindische Compagnie – VOC). Korporacja ta posiadała częściowo status organizacji rządowej. Pozwalało to m.in. na zawieranie traktatów w imieniu państwa, a główny przedstawiciel (opperhoofd) miał kompetencje urzędnika dyplomatycznego.
Na wysepce znajdowały się także magazyny oraz kwatery gościnne dla oficjeli japońskich. Personel japoński, jak tłumacze (tradycyjnie rodzina Motoki), czy dostawcy żywności byli opłacani przez Kompanię. Holendrzy płacili także „czynsz” za korzystanie z tego skrawka ziemi, wynoszący wówczas ok. 8,5 tys. guldenów rocznie.
Działalność Holendrów oraz ich kontakty były pod pełną kontrolą Edo, poprzez specjalnego administratora (jap. 奉行 bugyō). Każdy statek podlegał inspekcji, a broń składano do depozytu. W czasie postoju odbierano żagle, czy też wymontowywano ster. Żadne chrześcijańskie obrzędy religijne nie były dozwolone na wyspie. Przy schodzeniu na ląd zamorscy goście byli zmuszani do „deptania wizerunku” (jap. 踏み絵 fumi-e), czyli przechodzenia po katolickim, świętym obrazie.
Pomimo licznych restrykcji i obciążeń finansowych handel z Japonią był dla kupców holenderskich korzystny. Jego skala ulegała jednak z czasem osłabieniu w wyniku zarówno sytuacji w Europie, jak i zarządzeń siogunatu. Początkowo przybijało do Dejimy 5-7 statków rocznie, od 1715 tylko 1-2. Po bankructwie Kompanii w 1795 r. handel z wyspą został przejęty przez władze państwowe Holandii. Przybywał wówczas tylko jeden statek, co roku lub rzadziej. Były to dla Niderlandów trudne czasy wojen napoleońskich. Okupacja francuska (1811-1814) oraz utrata posiadłości kolonialnych w Azji na rzecz Wielkiej Brytanii spowodowały, że Dejima była wówczas jedynym miejscem na świecie, gdzie powiewała flaga holenderska.

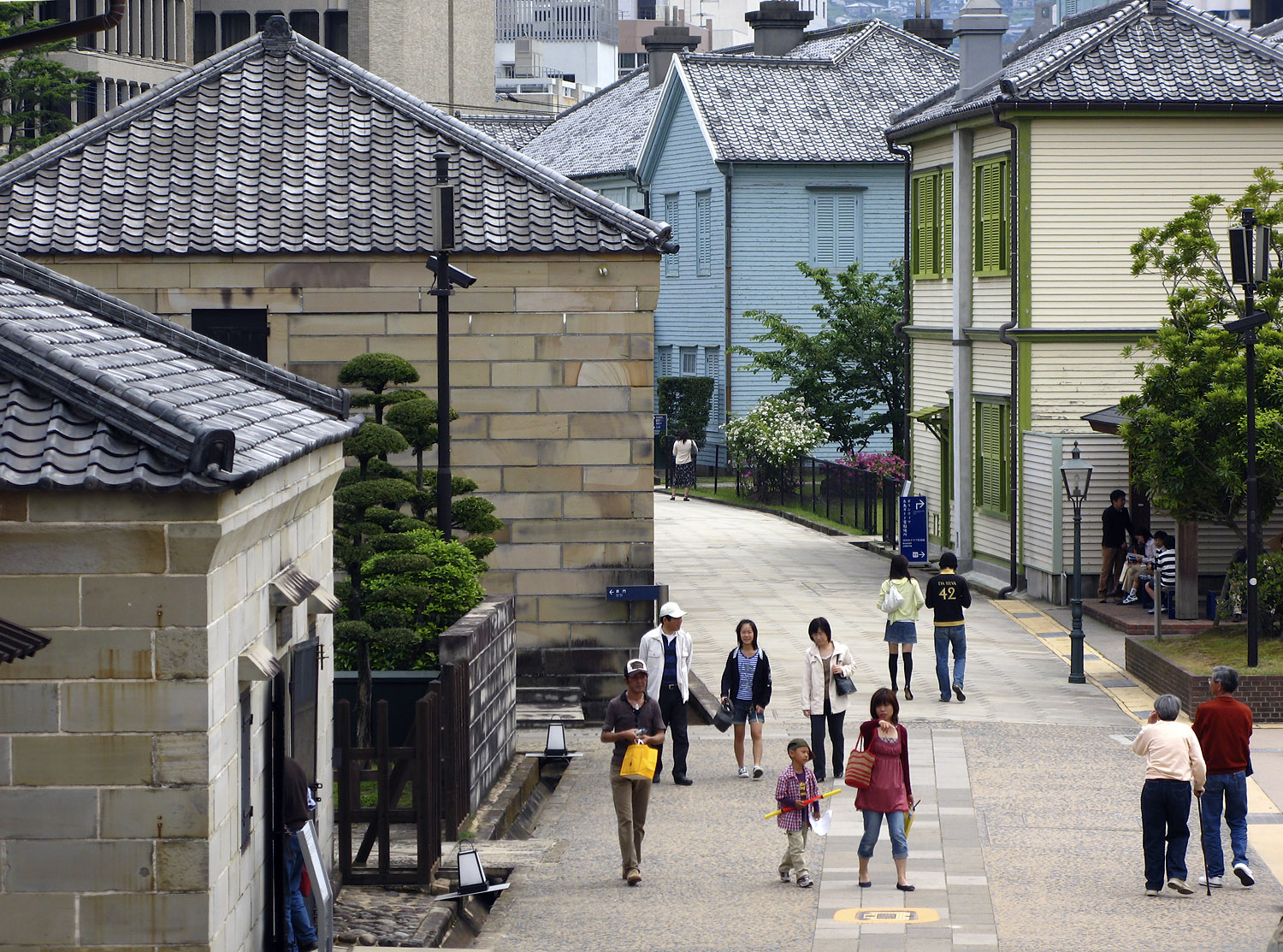
Dejima na początku XXI wieku

Handel z Japonią obejmował wiele towarów. Holendrzy przywozili z Azji do Japonii m.in. jedwab, cukier, skóry, a z Europy tekstylia, wyroby bawełniane i szklane. Kupowali u Japończyków miedź i srebro. Bardzo opłacalna dla Holendrów była różnica w relacji między srebrem a złotem – 5:1 w Japonii, przy 15:1 w Europie. Obok tej wymiany doszło do ubocznego zjawiska o istotnym jednak znaczeniu poznawczym dla Europy i Japonii. Kontakty osobowe (łagodzone w późniejszym okresie przez siogunat) doprowadziły do wzrostu zainteresowania Japończyków wiedzą Zachodu. Zaczęły docierać instrumenty naukowe oraz przede wszystkim książki, które przyczyniły się do rozwoju tzw. „studiów holenderskich” (jap. 蘭学 rangaku), czyli poznania przez Japończyków m.in. języka, europejskiego kalendarza, astronomii, anatomii i medycyny.
Faktoria na Dejimie została zamknięta w 1857 r., a sama wysepka wskutek prac osuszeniowych została otoczona lądem i włączona do miasta Nagasaki. W 1922 Dejima została proklamowana narodowym miejscem historycznym. Na przestrzeni lat prace renowacyjne były prowadzone w zmiennym tempie. W 2000 ukończono i przekazano do zwiedzania pięć budynków, a w 2006 kilka innych w tym rezydencję opperhoofda. Dalsze plany zmierzają do przywrócenia możliwie pierwotnego kształtu.